# Cartierul Rogerius din Oradea

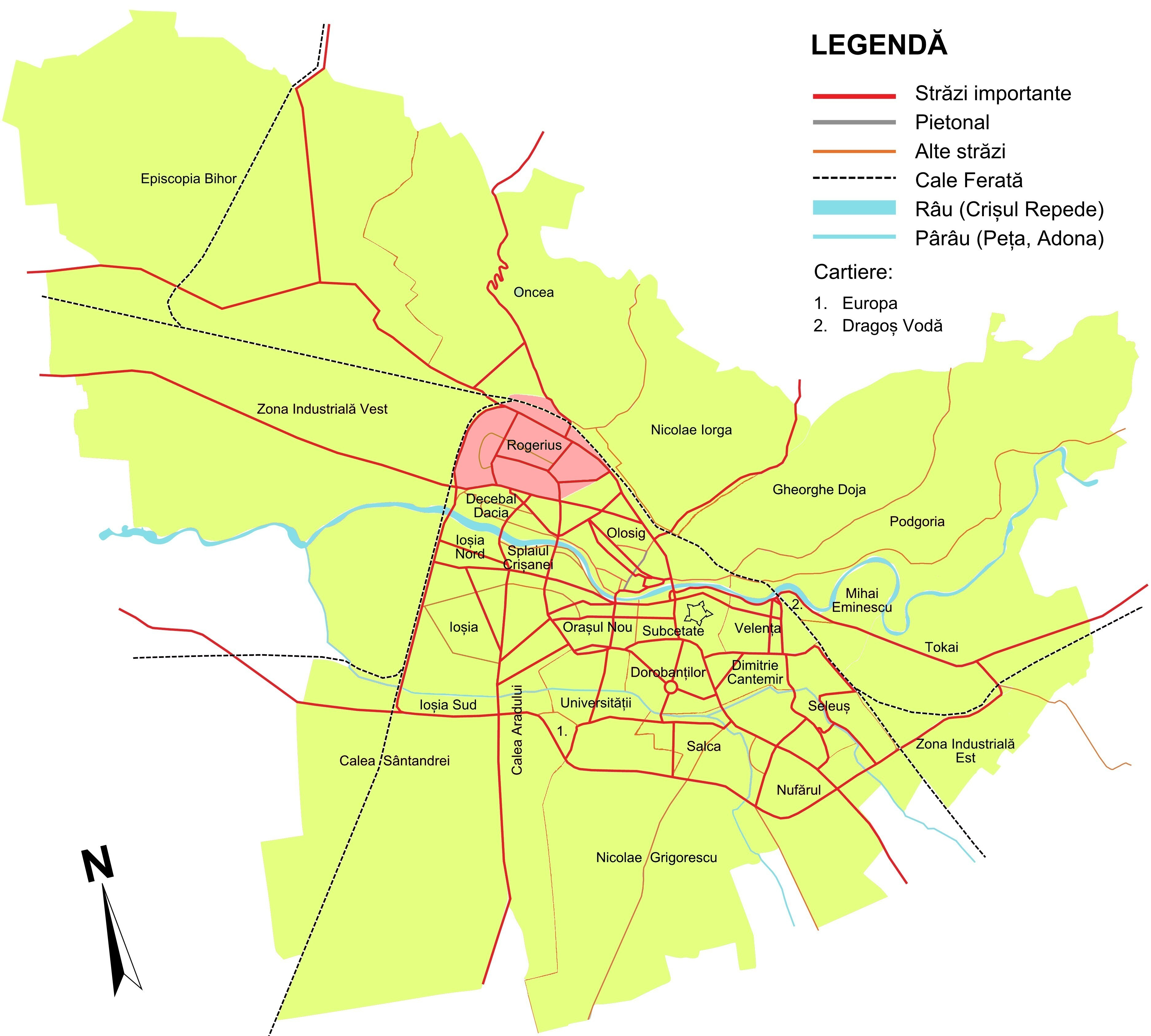
Poziția cartierului Rogerius în Oradea

Cartierul Rogerius cu Spitalul de Copii

Cartierul Rogerius este cel mai mare și mai dezvoltat cartier al municipiului Oradea.
Se găsește în vestul municipiului Oradea, pe malul drept al râului Crișul Repede. Poartă numele călugărului Rogerius, canonic al Oradiei, autorul poemului epic Carmen Miserabile.
Cartierul este delimitat de străzile : Podului - calea feratǎ Oradea-Satu Mare – Berzei – Rozmarinului – Bdul Dacia 19-121F ( Dacia – Decebal )
	Cuprinde strǎzile :Podului, Italiana, Aleea Rogerius, Selimbarului,Aleea Posada, Aleea Sulfinei, Calugăreni, Bernard Shaw, Traian Lalescu, Mehedinti, Cosminului, Bulevardul Ștefan cel Mare, Milcovului, Lăcramioarelor, Ecoului, Mureșului, Volga, Munkacsy Mihaly, Caraiman, Theodor Nes, Martin Anderson Nexo, Transilvaniei, Iza, Spartacus, Episcop Ioan Suciu, Corneliu Coposu, Eroul Necunoscut, Iasomiei, Sportului, Olimpiadei,  Publius Ovidius Naso , Moldovei, Tudor Arghezi, Ioan Cantacuzino, Sfantul Ladislau, Aron Cotrus, Luminitei, Robert Owen, Lacul Rosu, Galileo Galilei, Blaise Pascal, Predeal, Camille Flammarion, Mihail Sadoveanu, Theodor Sperantia, Barsei, Zimbrului,Michelangelo Buonaroti, Locomotivei, Vagonului, Pacii, Rozmarinului, Berzei, Busuiocului, Arenei, Piata Rogerius.

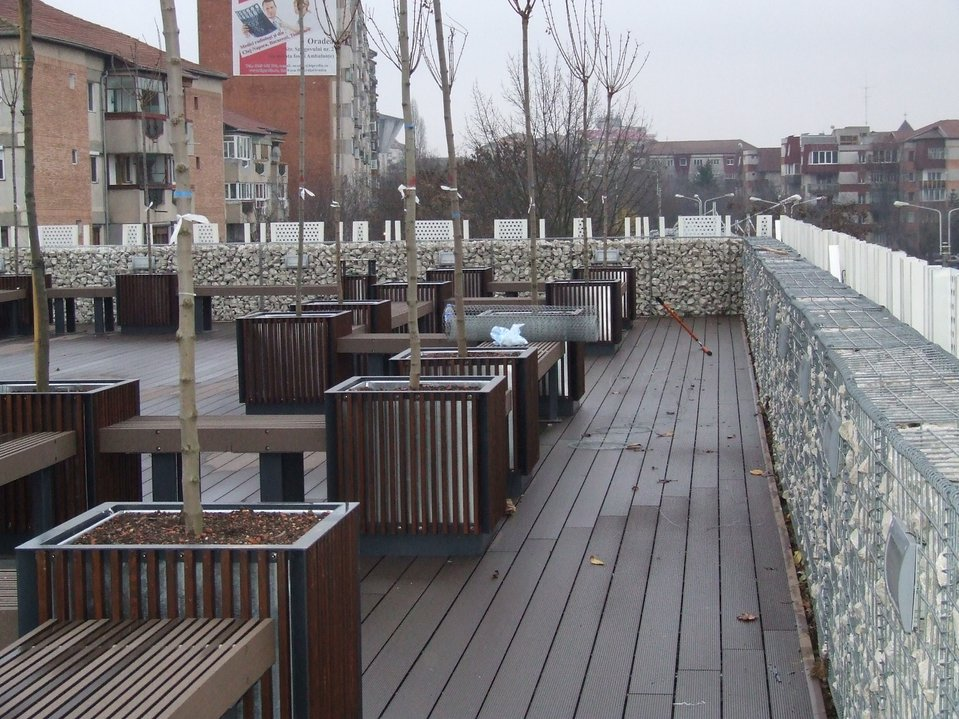
Piata Rogerius, etaj

## Servicii și infrastructură
Fiind cel mai aglomerat cartier al orasului, in Rogerius se gasesc puncte de mare interes. Printre cele mai importante, putem reaminti Piața Rogerius - care este cea mai dezvoltata piața din oras, Spitalul de Copii si Spitalul Pelican, Parcul Copiilor, Parcul Magnolia, Parcul Olosig, Stadionul Iuliu Bodola si multe altele.

## Transport
Cartierul este impanzit de linii de tramvaie si de autobuze. Printre liniile importante ce traverseaza cartierul si fac legatura cu alte parti ale orasului putem mentiona: tramvaiele 1N, 3N, 1R, 3R si autobuzele 11,14, 17, 18, 19, 21, 22, 24 si 25.
Bulevardul Dacia este intrarea in oraș dinspre punctul de trecere a frontierei româno-ungare din Borș si este una din cele mai importante artere ale orasului, traversand cartierul dinspre vest spre est.

## Populație
În anul 2017, numărul locuitorilor era de aproximativ 50 000 de locuitori, adică un sfert din populația totală a orașului, ceea ce face din Rogerius cel mai mare cartier orădean din punctul de vedere al numărului de locuitori.